# U Волос Вероники
U Волос Вероники (лат. U Comae Berenices) — двойная звезда в созвездии Волос Вероники на расстоянии приблизительно 6245 световых лет (около 1915 парсек) от Солнца. Видимая звёздная величина звезды — от +11,97m до +11,5m. Возраст звезды определён как около 28,8 млн лет.

## Характеристики
Первый компонент — жёлто-белая пульсирующая переменная звезда типа RR Лиры (RRC)* спектрального класса A8-F0, или A3, или A9. Масса — около 2,494 солнечной, радиус — около 4,624 солнечного, светимость — около 49,792 солнечной. Эффективная температура — около 6760 K.
Второй компонент — красный карлик спектрального класса M. Масса — около 197,01 юпитерианской (0,1052 солнечной). Удалён в среднем на 2,028 а.е..